# Fernanda Alves
Fernanda Berti Alves est une joueuse brésilienne de volley-ball et de beach-volley née le 29 juin 1985 à São Joaquim da Barra (São Paulo). Elle mesure 1,89 m et joue au poste d'attaquante.

## Clubs
| Club             | De        | À         |
| ---------------- | --------- | --------- |
| Campos ACF       | 2002-2003 | 2003-2004 |
| São Caetano      | 2004-2005 | 2004-2005 |
| AD Brusque       | 2005-2006 | 2005-2006 |
| EC Pinheiros     | 2006-2007 | 2006-2007 |
| KT&G Daejeon     | 2007-2008 | 2007-2008 |
| Pallavolo Cesena | 2008-2009 | 2008-2009 |
| Sport Recife     | 2009-2010 | 2009-2010 |
| Praia Clube      | 2010-2011 | 2010-2011 |
| Vôlei Futuro     | 2011-2012 | 2011-2012 |
| Beach Volley     | 2012-2013 | …         |

## Palmarès
- Championnat d'Amérique du Sud  des moins de 18 ans
  - Vainqueur : 2000
- Championnat du monde des moins de 18 ans
  - Finaliste : 2001
- Championnat d'Amérique du Sud  des moins de 20 ans
  - Vainqueur : 2002
- Championnat du monde des moins de 20 ans
  - Vainqueur : 2003
- Championnat d'Amérique du Sud
  - Vainqueur : 2005
- World Grand Champions Cup
  - Vainqueur : 2005
- Championnats du monde de beach-volley
  - Finaliste : 2015
- Jeux mondiaux de plage
  - Médaille d'argent en 4x4 en 2019.